# Kostrzyn
Kostrzyn (deutsch Kostschin) ist eine Stadt im Powiat Poznański der Woiwodschaft Großpolen in Polen. Sie ist Sitz der gleichnamigen Stadt-und-Land-Gemeinde mit 18.764 Einwohnern (Stand 31. Dezember 2020).

## Geographische Lage
Kostrzyn befindet sich 21 Kilometer östlich der Stadt Posen. Die Ortschaft liegt an der Landesstraße 92 und an der Eisenbahnlinie Berlin–Warschau.

## Geschichte

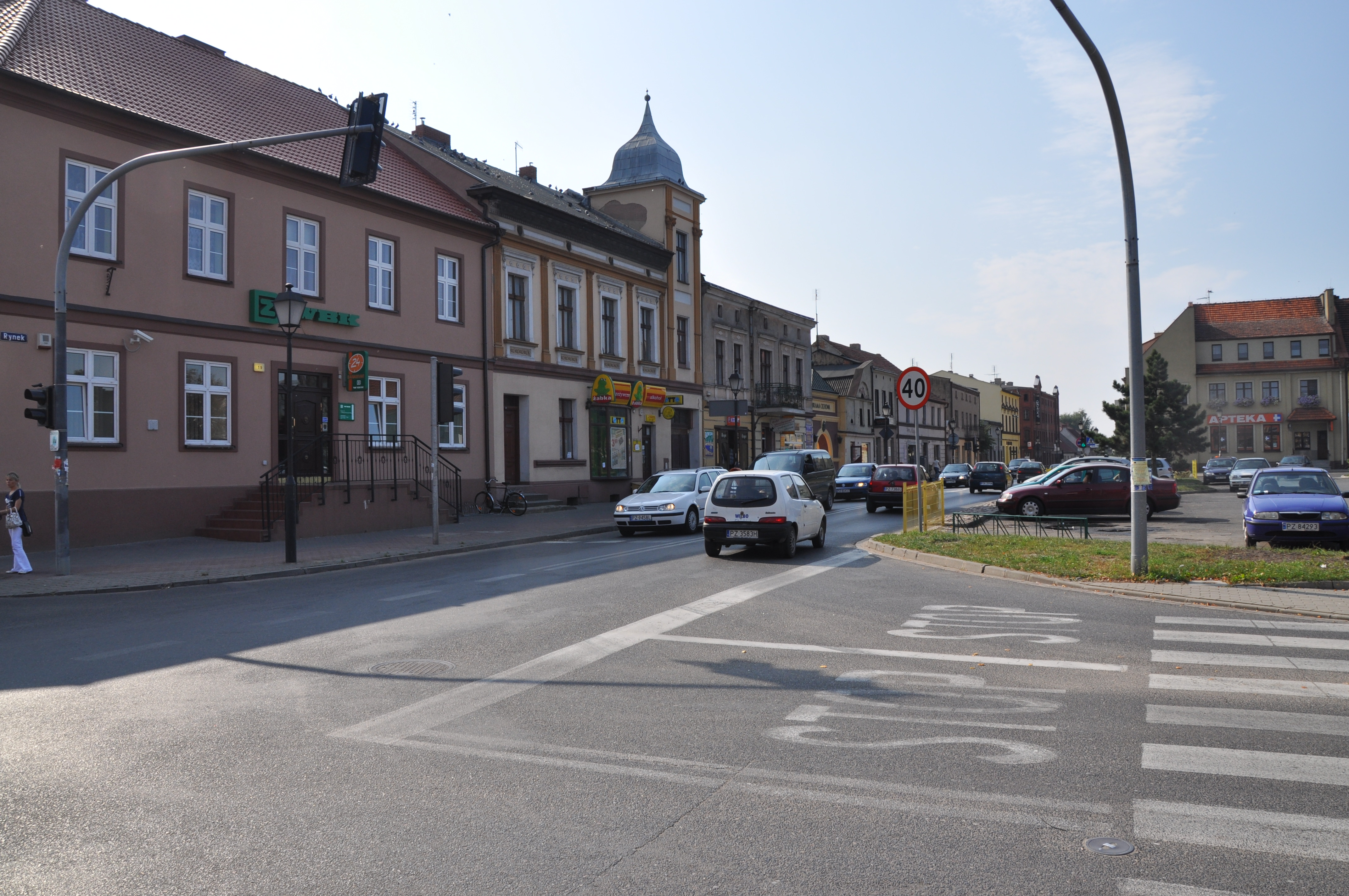
Straßenzug im Stadtzentrum

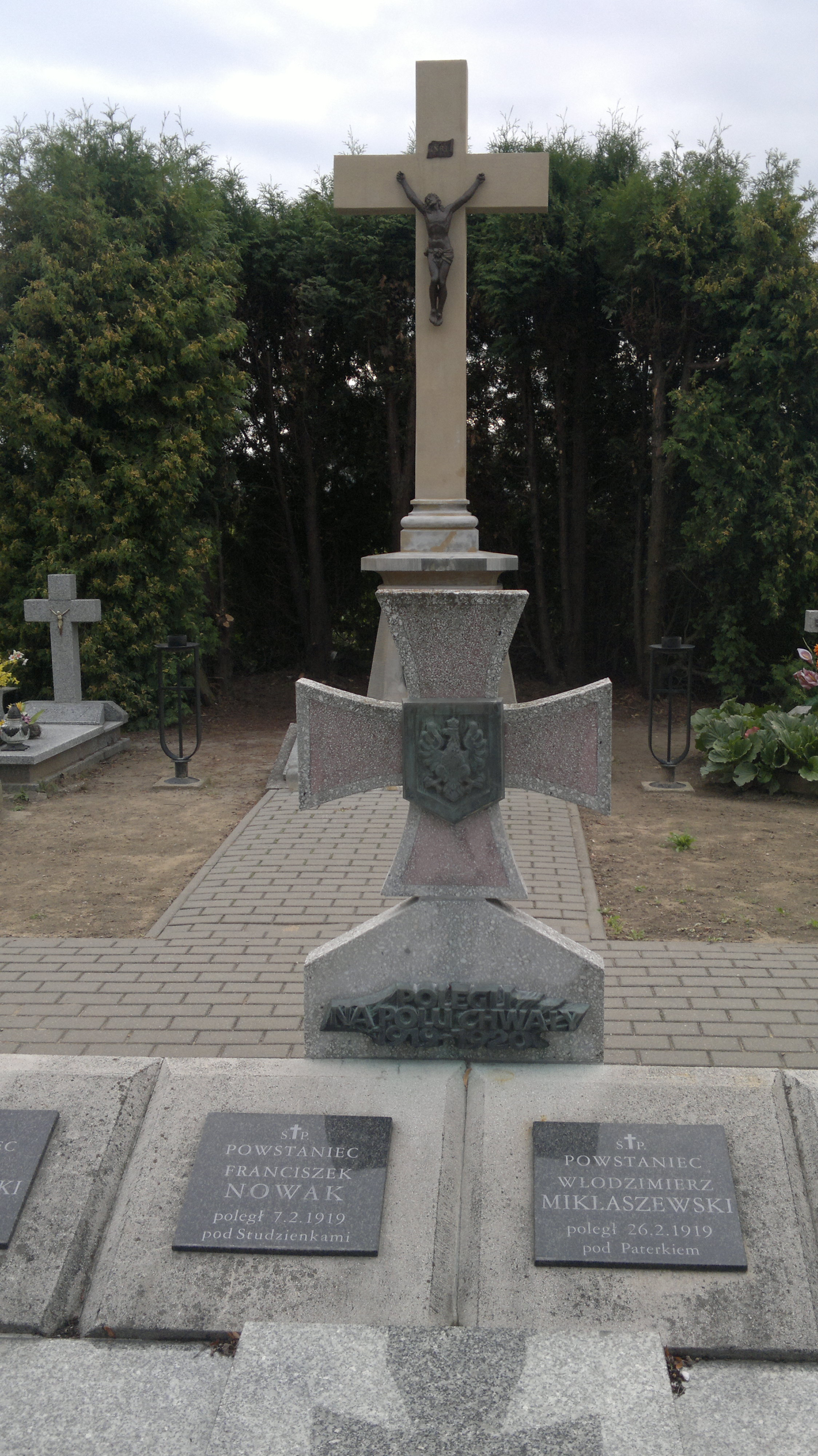
Gedenkstätte für die 1939 hingerichteten 27 Einwohner

In einer Urkunde aus dem Jahr 1251 steht, dass der Großherzog Przemysł I. der Stadt Kostrzyn Stadtrechte analog der Stadt Rogoźno (Rogasen) erteilte.
1331 wurde die nicht von Mauern umgebene Stadt von Deutschordensrittern heimgesucht und verwüstet. Im 15. Jahrhundert war die Stadt Starostensitz; 1441 heißt Lukas Gorka capitaneus Costrzenensis.
1793 fiel die Stadt an Preußen. Nach dem Ersten Weltkrieg musste die Stadt aufgrund der Bestimmungen des Versailler Vertrags an die Zweite Polnische Republik abgetreten werden. Durch den Überfall auf Polen 1939 wurde die Stadt vom Deutschen Reich völkerrechtswidrig annektiert. Die Stadt wurde dem Landkreis Schroda im Reichsgau Wartheland angegliedert.

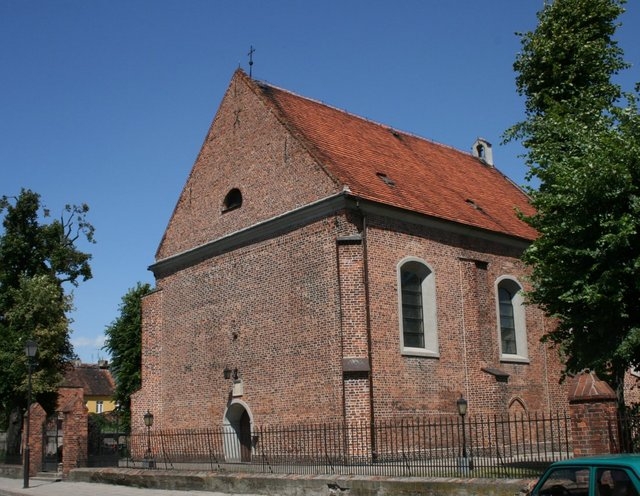
Katholische Kirche
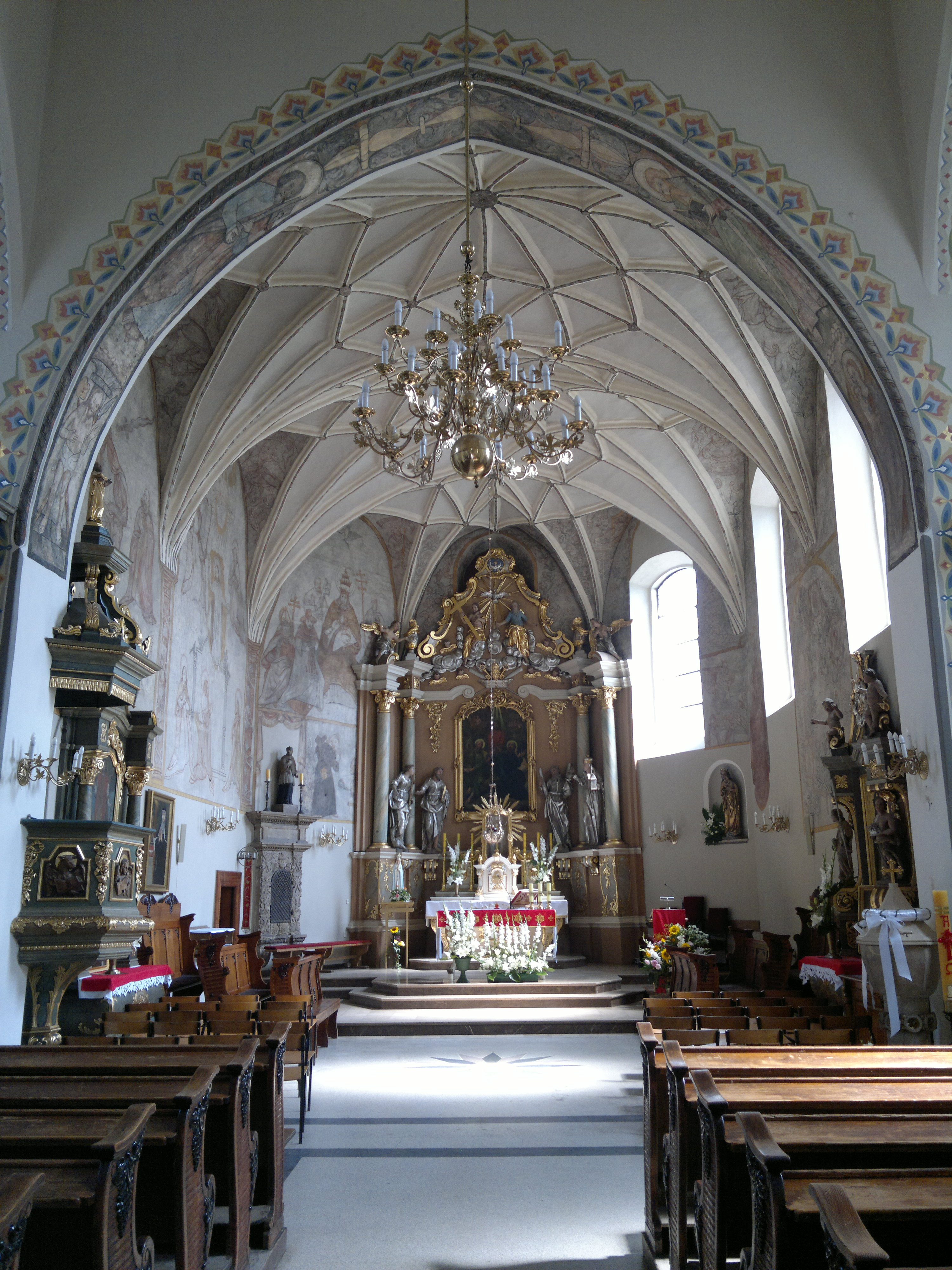
Innenraum der Kirche
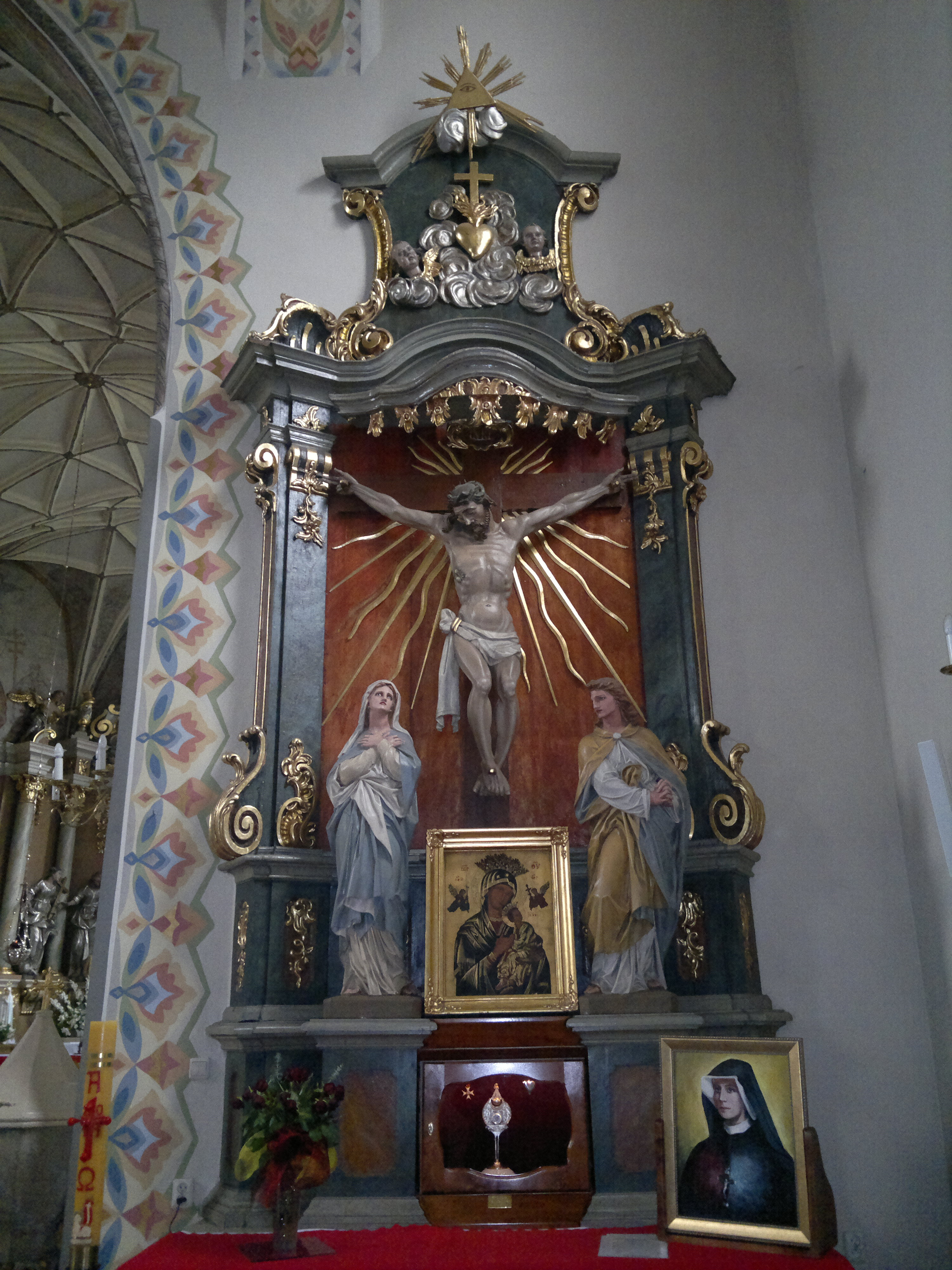
Altar der Kirche

Gegen Ende des Zweiten Weltkriegs wurde Kostschin im Frühjahr 1945 von der Roten Armee besetzt. Der deutsche Bevölkerungsteil wurde in der Folgezeit vertrieben.
Am Marktplatz wurde ein Denkmal zu Ehren der 28 Einwohner von Kostrzyn, die am 20. Oktober 1939 im Rahmen des Unternehmens Tannenberg hingerichtet wurden, errichtet. Die Morde geschahen mit aktiver Unterstützung der örtlichen deutschen Minderheit (siehe auch Volksdeutscher Selbstschutz).

### Einwohnerzahlen vor 1945
- 1800: 0660 (Polen), darunter 14 Juden[1]
- 1837: 1178[1]
- 1861: 1700[1]
- 1875: 2050[2]
- 1880: 2090[2]
- 1890: 2117, darunter 192 Evangelische und 41 Juden (1700 Polen)[2]

## Gemeinde
Zur Stadt-und-Land-Gemeinde (gmina miejsko-wiejska) Kostrzyn gehören die Stadt selbst und 20 Dörfer mit Schulzenämtern.

## Kultur und Sehenswürdigkeiten
Zu den Baudenkmälern zählen die spätgotische Kirche der Heiligen Apostel Petrus und Paulus aus dem 16. Jahrhundert sowie die Bürgerhäuser entlang der Średzka-Straße aus dem 18. Jahrhundert (Hausnummern 30 und 35) und aus dem 19. Jahrhundert (Hausnummern 2 und 4).

## Persönlichkeiten
- Bogdan Frankiewicz (1923–2003), polnischer Archivar und Historiker.